# Kassettebåndoptager
En kassettebåndoptager er en båndoptager, der benytter de kassettebånd, som den hollandske elektronik-fabrikant Philips lancerede i 1963. Ordet kassettebåndoptager bruges om apparater der både kan føje nye indspilninger til et bånd og afspille det igen. Et apparat der kun kan afspille kaldes kassettespiller.
I starten af 1970'erne kom kassettebåndoptagere med hi-fi kvalitet og stereo fra japanske mærker som Nakamichi, Sony, Akai m.fl. Få år efter begyndte europæiske mærker som Revox, Sonab, Tandberg m.fl. også at fremstille båndoptagere af hi-fi stereo kvalitet. 
Kassettebåndoptageren havde et antal fordele frem for såvel spolebåndoptagere og grammofoner: Kassettebånd fylder mindre, og er mindre sårbare og nemmere at håndtere end båndspoler og grammofonplader. De første båndoptagere var stationære apparater, der krævede strøm fra en stikkontakt, men i 1970'erne kom transportable modeller (fra Grundig, Sony m.fl.) hvor netledningen kunne fjernes og apparatet i stedet drives af batterier – ofte med en indbygget transistorradio.
- Philips N 2205
- HiFi-Tapedeck Technics med analog VU-meter (1970)
- B&O Beocord 2000
- Revox B 215 kassettebåndoptager med fire motorer uden drivremme (1985–1992)
- Legendarisk Nakamichi DRAGON, azimuth adjustment 1983 - 1993, 1995 (Last Edition)
- Sony Walkman II

I 1979 markedsførte Sony den første walkman; en kompakt kassettespiller man kunne have i lommen, mens man lyttede til musik gennem et par høretelefoner. De første af slagsen krævede godt nok en stor jakkelomme, men der gik ikke mange år før man kunne få modeller, der snildt kunne være i en skjortelomme. Flertallet af dem kunne kun afspille bånd, men der fandtes modeller der også kunne optage via en indbygget mikrofon.
I dag overtages kassettebåndoptagerens rolle som transportabelt musik-medie af mp3-afspillere.